# 惠州科技馆
惠州科技馆，也称“惠州市科技馆”，是一间位于中国广东省惠州市的大型科技博物馆，成立于2006年。科技馆现时馆址位于江北6号小区市民乐园西路1号，于2008年4月8日建成启用，并于2009年9月27日正式对公众开放。该馆以“探索·远航”为主题，定位为“惠州最主要的科普教育基地”。

## 历史
2006年1月4日，惠州市规划建设局发布招标公告，征集惠州科技馆及惠州博物馆新馆、惠州文化艺术中心（下称“二馆一中心”）的设计方案。3月13日，惠州市“二馆一中心”建设指挥部开始在惠州市行政中心展示选定的5组“二馆一中心”设计方案模型，同时开放公众投票决定最终设计方案。6月，惠州科技馆馆的设计方案确定。8月28日，科技馆随博物馆新馆、文化艺术中心一同动工建设。2008年4月8日，惠州科技馆与惠州博物馆新馆同时完工，当日举办落成礼；同日，“惠州设地级市20周年大型成就展”在科技馆开办，持续至5月7日，并面向公众免费开放。8月，该馆确定布展方案及场馆定位。
2009年1月16日，该馆的4D动感影院启用，首部放映影片为《地球反击战》；24日，该院宣布向学生半价开放。3月9日，惠州科技馆正式由惠州市“二馆一中心”建设指挥部移交至惠州市有关部门。9月27日，中国共产党惠州市委员会书记黄业斌于惠州文化艺术中心落成暨科技馆博物馆开馆庆典仪式宣布惠州科技馆正式启用，使得该馆成为中国首间免费向公众开放的大型综合性科技馆。12月，该馆的官方网站开通运营；同月25日，广东省科学技术协会在第八届惠州市青少年科技创新大赛开幕礼上将该馆命名为“广东省科普教育基地”。
2010年1月26日，惠州科技馆首次调整开馆时间，调整后冬春季、夏秋季、暑假及法定节假日均实施不同的开放时间表；同月，配合馆内的天文台启用，该馆亦开始公布每周的天文观测活动及科普信息。9月，该馆开始向公众征集推广标语及吉祥物。10月1日，该馆在开馆一周年庆典上首度展出人型机器人“惠惠”及“州州”，使得该馆成为广东省首间引入该种机器人的科技馆。
2015年4月14日，惠州科技馆理事会成立，是为该馆的决策管理机构。2017年1月31日，该馆增设儿童展区，并对公众免费开放。10月1日，该馆的VR展区亦向公众免费开放，设12个体验项目。

## 设计
惠州科技馆由同济大学建筑设计研究院设计师曾群、邹子敬、丰雷、史岚岚、任意刚共同设计，总建筑面积为15973平方米，为地上四层、地下一层建筑。其主体部分的外立面形状似飞船，由完整椭圆形体量切割而成，寓意为“探索之梭”，悬于科技馆与博物馆新馆共用的基座之上；4D影院部分的外立面则呈球型，位于基座的前部。此外，该馆外立面采用半透明玻璃百叶与落地玻璃幕墙结合的设计，并作局部百叶肌理细部处理。该馆的地上一、二两层与惠州博物馆新馆共构，采用架空柱廊的骑楼空间形式。
室内布局方面，该馆主楼一楼设置入口大厅及休息厅、接待及辅助设施、固定展区及定期更换式展区，二楼设置青少年科技活动制作区，三楼布置了500人学术交流报告厅、科技培训室、活动室及其他工业展厅，四楼则是办公区，地下室则包含设备房及展品储藏区。球型建筑内则设有4D影院及一间可容纳200人的会议室，并具备独立开放条件。主楼二层外侧还可利用架空绿化平台空间设置半室外展览区。

## 展览及设施

### 科普展览
惠州科技馆的科普展览设于地上一层，以科学发展历程及人与自然和谐共处为主线，分为序厅（C厅）及A、B两个展厅。A、B展厅共设置8个展区，总面积约为4000平方米。A展厅现时设置经典科学、电子信息、能源石化及前沿科技四个展区；B展厅初时设置宇宙探索、地球家园、生命奥秘及启蒙科技四个展区，后来馆方于2017年用儿童展厅取代生命奥秘展区。该馆的科普展览区共包含逾240件展览设施，当中有七成具备互动功能。

### 其他常设展览及设施
- 4D动感影院：位于该馆的球型建筑内[21]，于2009年1月16日启用[8]。影院内设置60个特效座椅，并配备108°环形屏幕、6台进口投影机、6个独立声道音响系统等设施。在惠州科技馆开馆时，该院为广东省放映影片数最多的4D影院[25]。
- 天文观测台：位于地上二层，配置地平式日晷、天文望远镜及活动望远镜，令参观者既可体验古代天文观测方法，又可以现代方式观测天象及寻找星座[11]。该设施自2010年元旦假期起免费向公众开放[26]。
- 科技模型活动中心：位于地上二层，展示各类工业产品模型，并提供组装材料供参观者制作相关模型。此外，科技馆亦会安排有关培训课程。[27]
- 生态·野生动物标本展厅：位于地上三层，以灯光、声音形式展示东江流域原始生态环境，并展出数种动植物标本。[28]
- 惠州城市规划展示馆：位于地上三层，以模型展示为核心，透过图片及多媒体形式展示惠州市的历史沿革及总体、专项、详细规划，并配置电子签名桌、多人多点数码查询桌等设施[29]。该馆现时有独立建馆的计划[30]。
- 其余设施：机器人活动中心、动漫室、科技成果专题展厅等。[23]

## 学术及社会活动

### 天文观测
惠州科技馆于2010年元旦假期起正式向公众开放馆内天文台，其后，该馆开始定时组织天文观测活动，指导市民观测特定的天文现象，及向公众科普有关知识。自2010年1月底起，该馆会在其官方网站发布每周的观测活动信息。

### 惠州公众英语沙龙
惠州公众英语沙龙是由惠州市科学技术协会主办、惠州科技馆承办的英语学习交流活动，由时任中国共产党惠州市委员会书记黄业斌提议发起，并于2011年10月14日启动。该活动通常由惠州学院外籍教师主持，以讲座、互动、自由交流等形式开展，旨在提高公务员、学生群体乃至普通市民的英语水平。
该活动现时于每星期六下午开办。此外，于2015年12月起，科技馆亦会在惠州市内的中小学校开办该活动。

## 开放安排

### 一般安排
该馆现时于每星期三至日9时30分至16时30分向公众开放，逢星期一、二闭馆。科技馆自启用之日起免费向公众开放，惟包括4D影院、交通工具模拟驾驶等项目在内的部分设施需要另行收费。此外，自开馆之日起，该馆即实施客流控制措施，馆内同一时刻的参观者数量被限制在1000人之内。

### 特别安排
2019冠状病毒病疫情期间，该馆于2020年1月24日起暂停开放。而随着中国大陆的2019冠状病毒病疫情形势逐渐转好，该馆自2020年5月20日起按既有营业时间恢复开放，惟每日仅开放500个入馆预约名额。

## 行经公共交通
轨道交通
- 广惠城际铁路云山站[38]

公交车
- 体育中心：L2、2、5、7、10、18、20、24、25、29、30、35、38、39、41、49、209快